# Colabata eadgara
Colabata eadgara är en fjärilsart som beskrevs av William Schaus 1934. Colabata eadgara ingår i släktet Colabata och familjen silkesspinnare. Inga underarter finns listade i Catalogue of Life.